# 2-я сессия Комитета всемирного наследия ЮНЕСКО
2-я сессия Комитета всемирного наследия ЮНЕСКО проходила в Вашингтоне (США) с 5 по 8 сентября 1978 года под председательством Дэвида Хейлза (англ. David Hales), заместителя помощника секретаря Департамента внутренних дел США по вопросам рыбы, дикой природы и парков.
В сессии принимали участие делегации от 13 стран-участниц Комитета всемирного наследия, а также наблюдатели от 5 государств-сторон Конвенции об охране всемирного культурного и природного наследия 1972 года и 10 международных правительственных и неправительственных организаций (Программа развития ООН, Всемирная продовольственная программа, Организация американских государств, Межамериканский банк развития, Международный совет музеев, Международный союз архитекторов и другие). Ещё три международные организации — ICCROM, ICOMOS и IUCN — были приглашены к участию в работе сессии в качестве консультантов.
Это первая сессия Комитета всемирного наследия, на которой состоялось включение в список объектов всемирного наследия. На включение в список было номинировано 33 культурных и природных объекта. В результате работы сессии в список были внесены первые 12 объектов всемирного наследия из 7 стран. Кроме того, на сессии была утверждена эмблема всемирного наследия.

## Объекты, внесённые в Список всемирного наследия
| #  | Изображение | Официальное название | Местоположение                                                              | № объекта, критерии | Медиа              |
| -- | ----------- | --- | --------------------------------------------------------------------------- | ------------------- | ------------------ |
| 1  |             | Галапагосские острова англ. Galápagos Islands | Эквадор, · провинция Галапагос                                              | 1 vii, viii, ix, x  | Фото на Викискладе |
| 2  |             | Город Кито англ. City of Quito | Эквадор, · столичный округ Кито                                             | 2 ii, iv            | Фото на Викискладе |
| 3  |             | Кафедральный собор в городе Ахен англ. Aachen Cathedral | Германия, земля Северный Рейн-Вестфалия, административный округ Кёльн, Ахен | 3 i, ii, iv, vi     | Фото на Викискладе |
| 4  |             | Национальный исторический парк Л’Анс-о-Медоус англ. L’Anse aux Meadows National Historic Site | Канада, · провинция Ньюфаундленд и Лабрадор, · о-в Ньюфаундленд             | 4 vi                | Фото на Викискладе |
| 5  |             | Национальный парк Сымен англ. Simien National Park | Эфиопия, · регион Амхара, · зона Северный Гондэр                            | 9 vii, x            | Фото на Викискладе |
| 6  |             | Скальные церкви в Лалибэле англ. Rock-Hewn Churches, Lalibela | Эфиопия, · регион Амхара, · зона Северный Уолло, · Лалибэла                 | 18 i, ii, iii       | Фото на Викискладе |
| 7  |             | Национальный парк Наханни англ. Nahanni National Park | Канада · Северо-Западные территории, · горы Маккензи                        | 24 vii, viii        | Фото на Викискладе |
| 8  |             | Остров Горе́ англ. Island of Gorée | Сенегал, · область Дакар, · муниципия Дакар                                 | 26 vi               | Фото на Викискладе |
| 9  |             | Древние индейские поселения на плато Меса-Верде англ. Mesa Verde National Park | США, · штат Колорадо, · округ Монтезума                                     | 27 iii              | Фото на Викискладе |
| 10 |             | Йеллоустонский национальный парк англ. Yellowstone National Park | США · штаты Вайоминг, Монтана, Айдахо                                       | 28 vii, viii, ix, x | Фото на Викискладе |
| 11 |             | Исторический центр Кракова англ. Cracow’s Historic Centre (в 2013 году переименован в Historic Centre of Kraków)                                                                                    | Польша Малопольское воеводство, Краков                                      | 29 iv               | Фото на Викискладе |
| 12 |             | Соляная шахта Величка англ. Wieliczka — salt mine (после расширения в 2013 году объект получил название «Королевские соляные шахты Величка и Бохня» — англ. Wieliczka and Bochnia Royal Salt Mines) | Польша Малопольское воеводство, Величка, Бохня                              | 32 iv               | Фото на Викискладе |